# Praha-Velká Chuchle (železniční zastávka)
Praha-Velká Chuchle je železniční zastávka na trati z Prahy do Plzně. Stojí jižně od centra obce na křižovatce ulic Radotínská a Dostihová. Zastávka je součástí Pražské integrované dopravy.

## Historie
Zastávka (původně nádraží) byla uvedena do provozu roku 1954 s otevřením části nově budované železniční spojky, jejíž součástí je Branický most. Umístěna byla naproti chuchelskému dostihovému závodišti. Zároveň byla zrušena železniční zastávka poblíž přejezdu v ulici Dostihová, která vznikla roku 1941 jako náhrada za zrušené nádraží v Malé Chuchli.
V roce 2022 byla původní zastávka zrušena a zároveň došlo k otevření nové bezbariérové zastávky blíže k obci směrem na Prahu. 

## Galerie

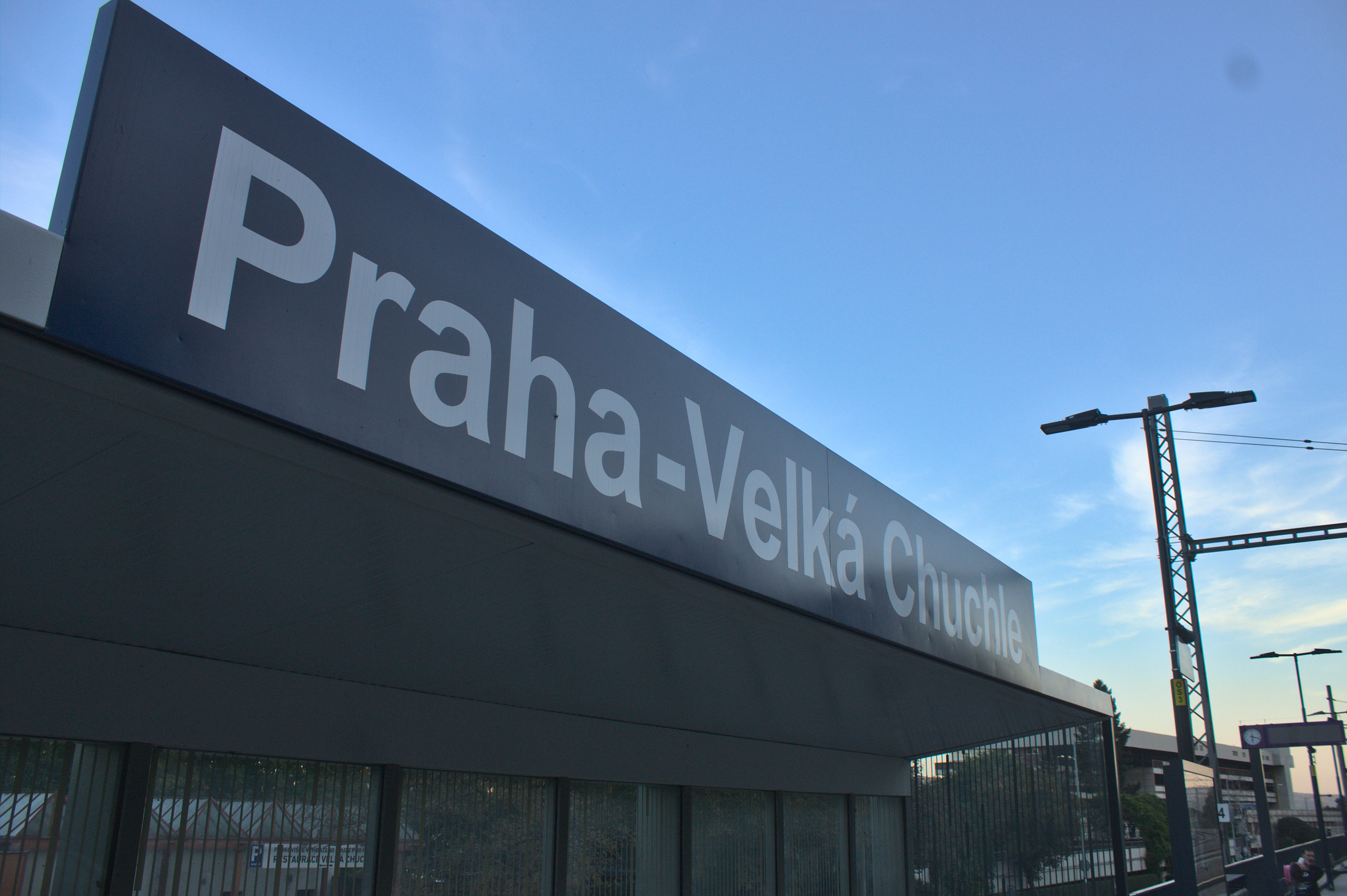
Přístřešek s názvem stanice
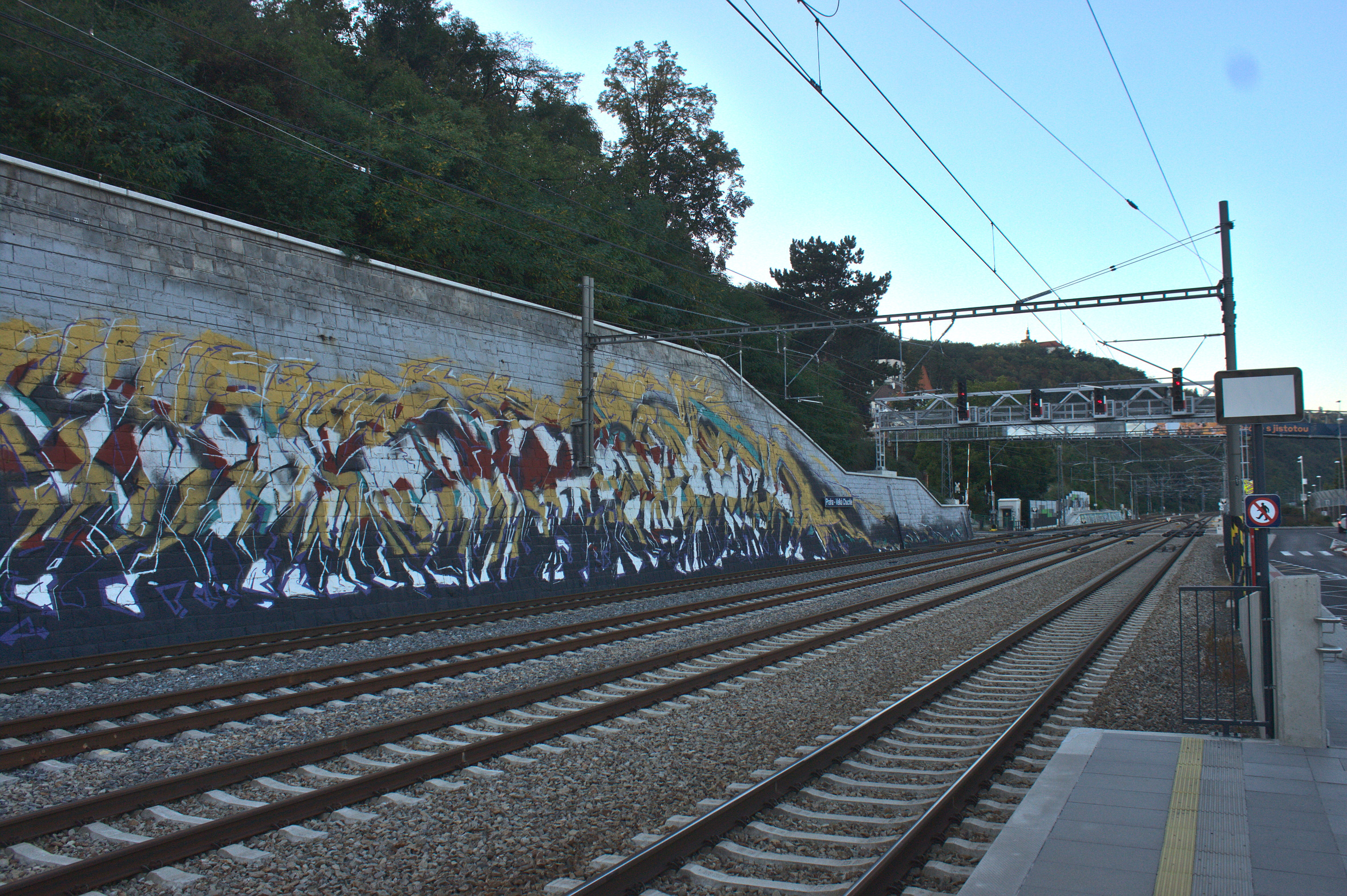
Graffiti v bezprostředním okolí stanice
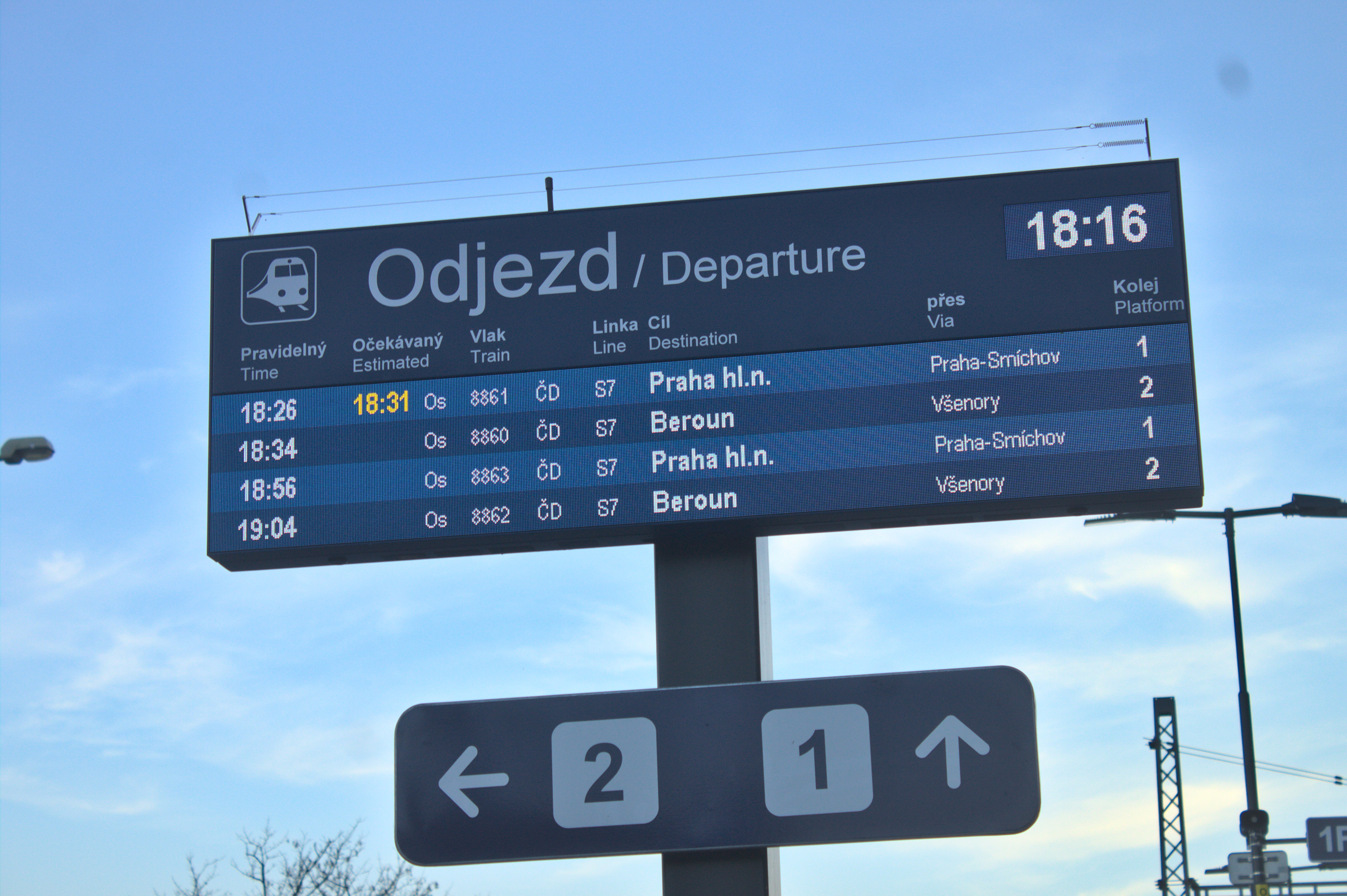
Odjezdová tabule
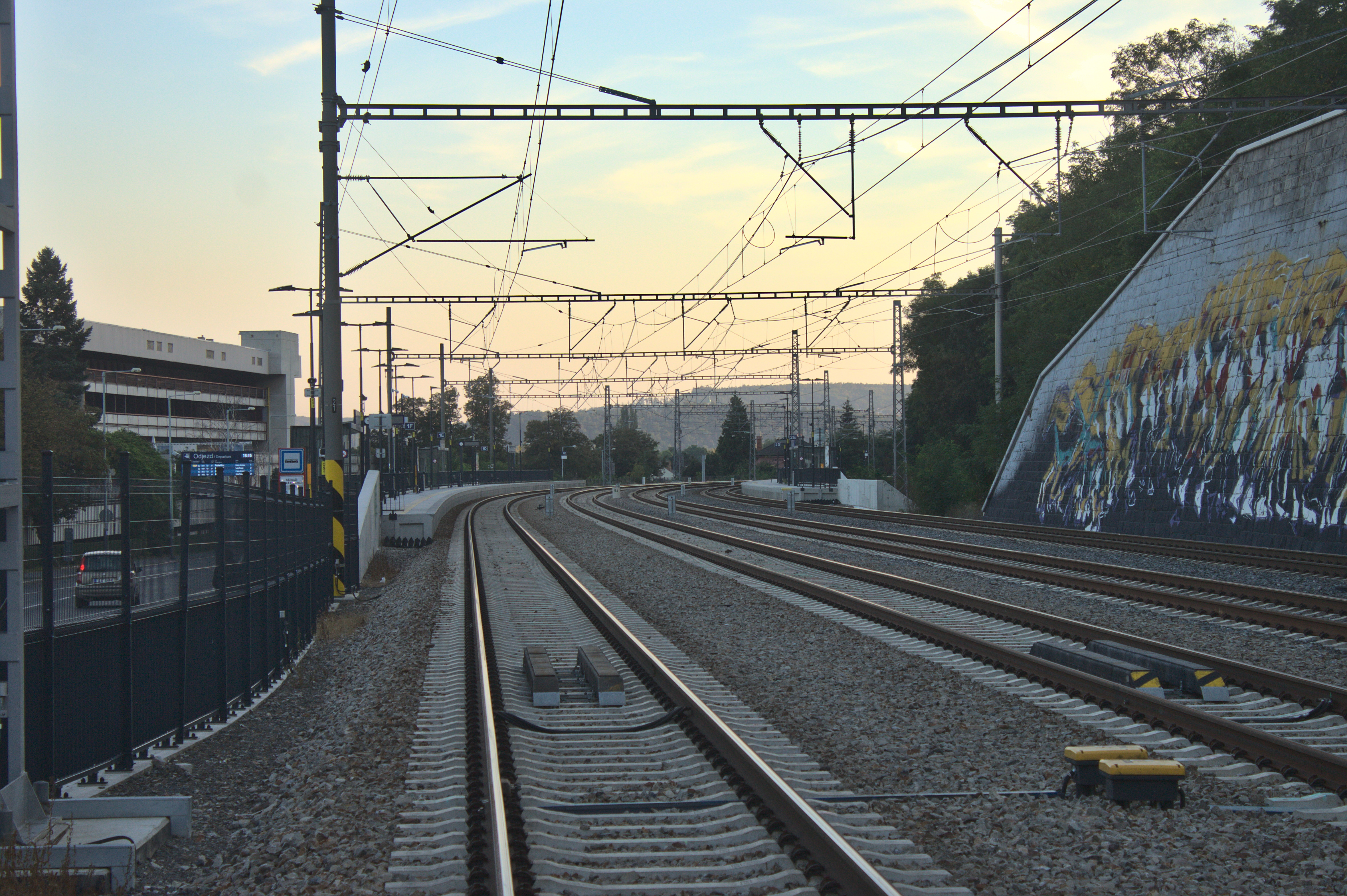
Pohled směrem k zastávce a k Radotínu
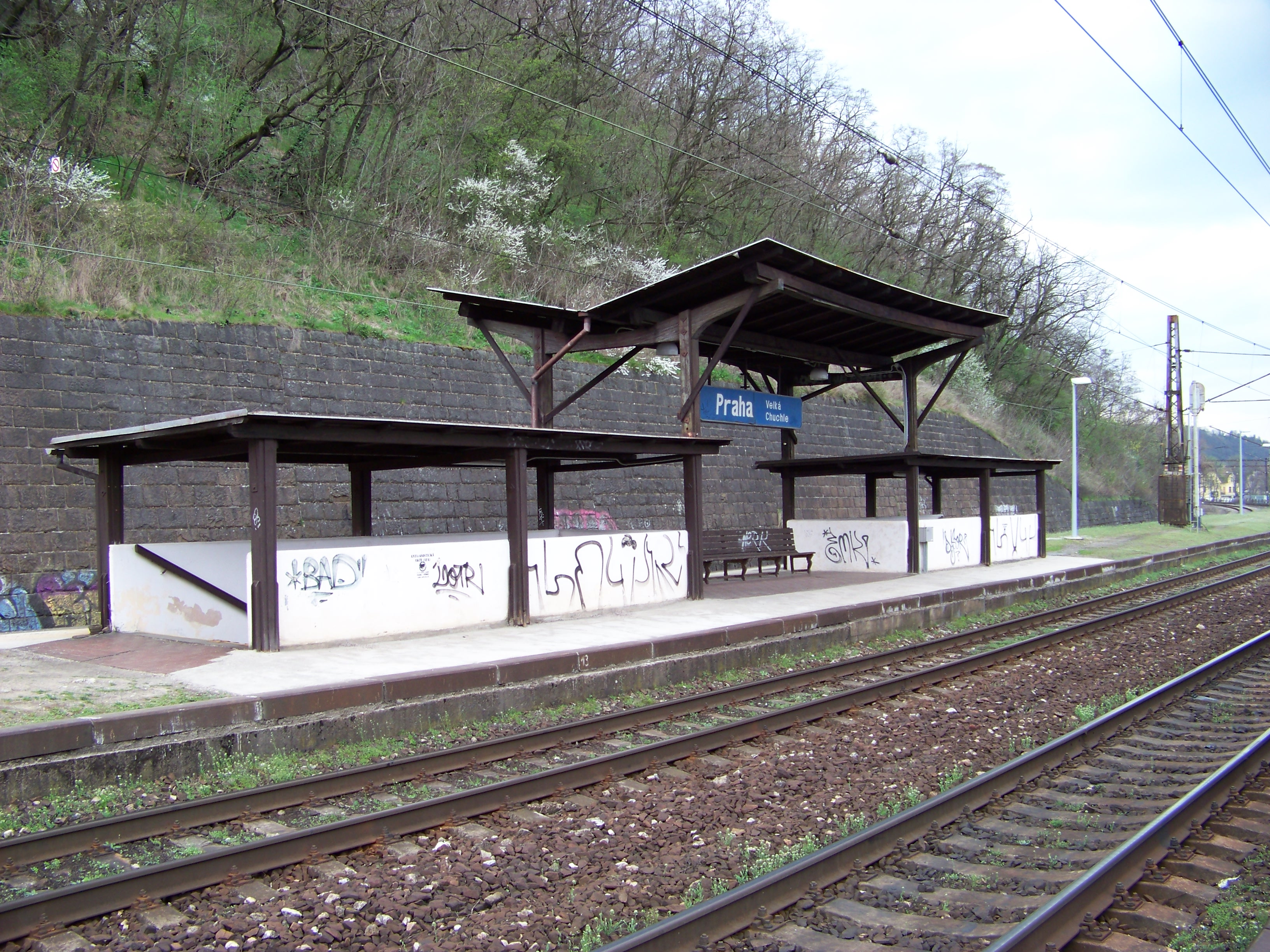
Původní přístřešek staré zastávky
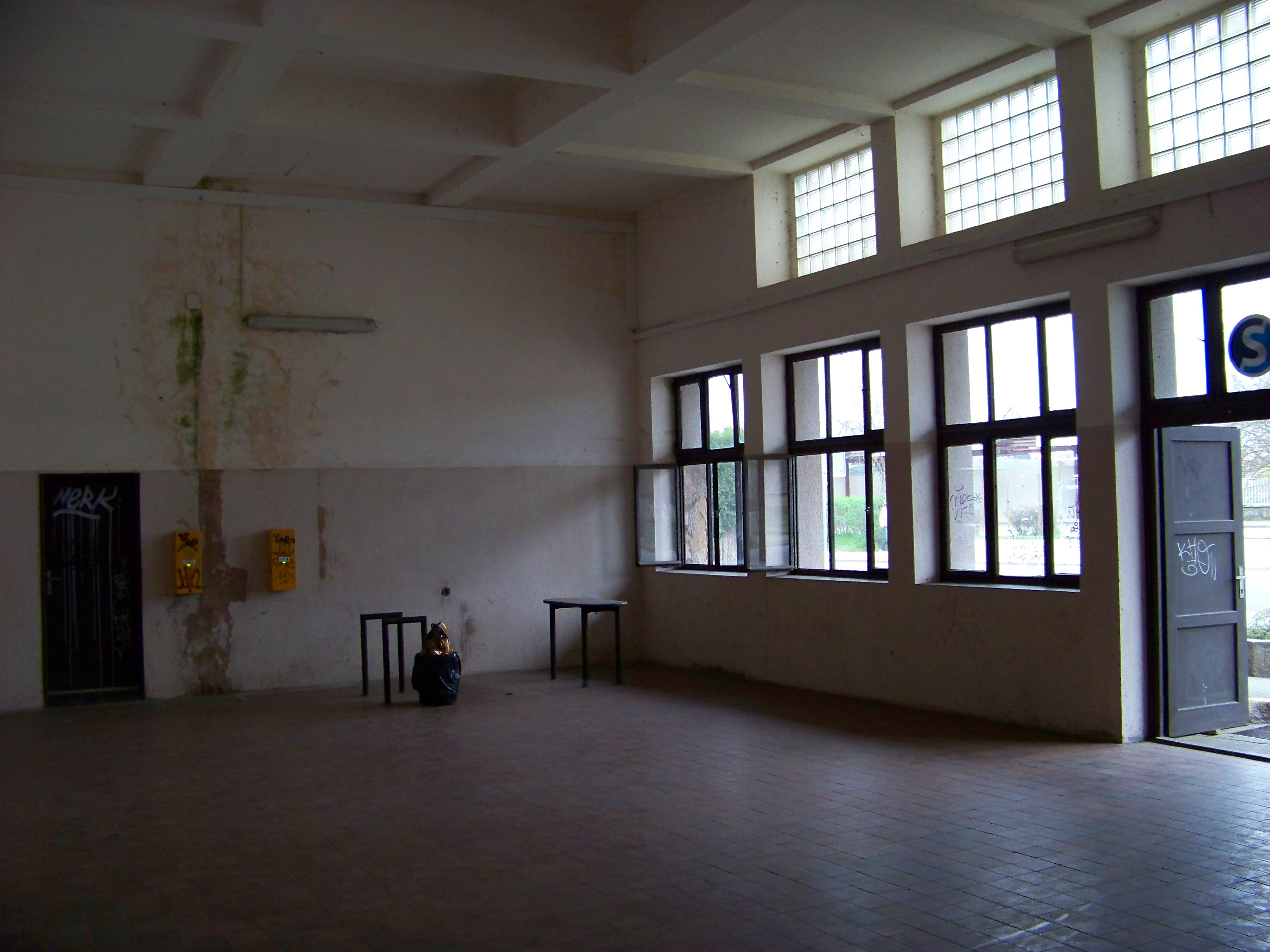
Bývalé pokladny ve staré nádražní budově
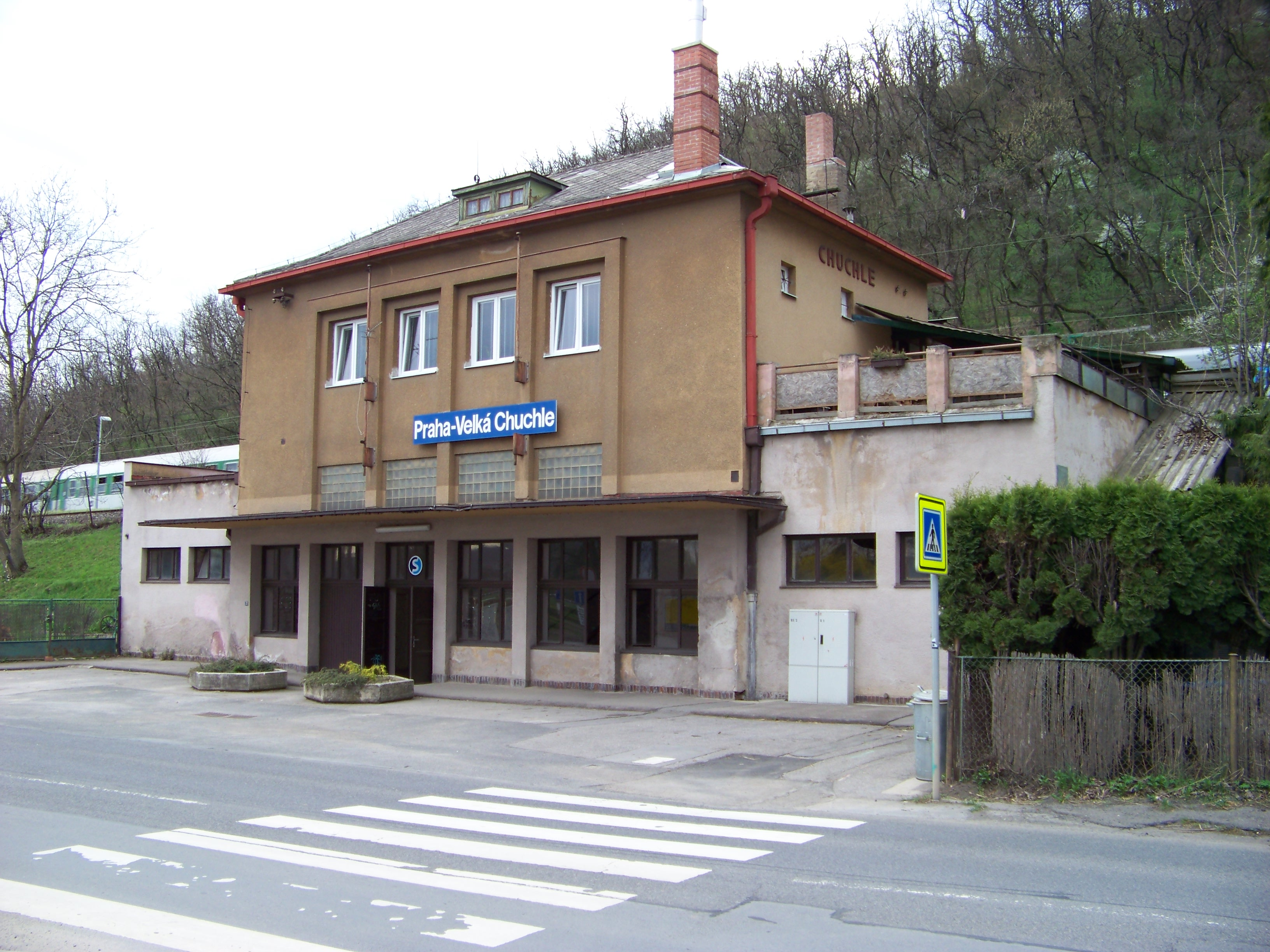
Původní budova nádraží, později zastávky
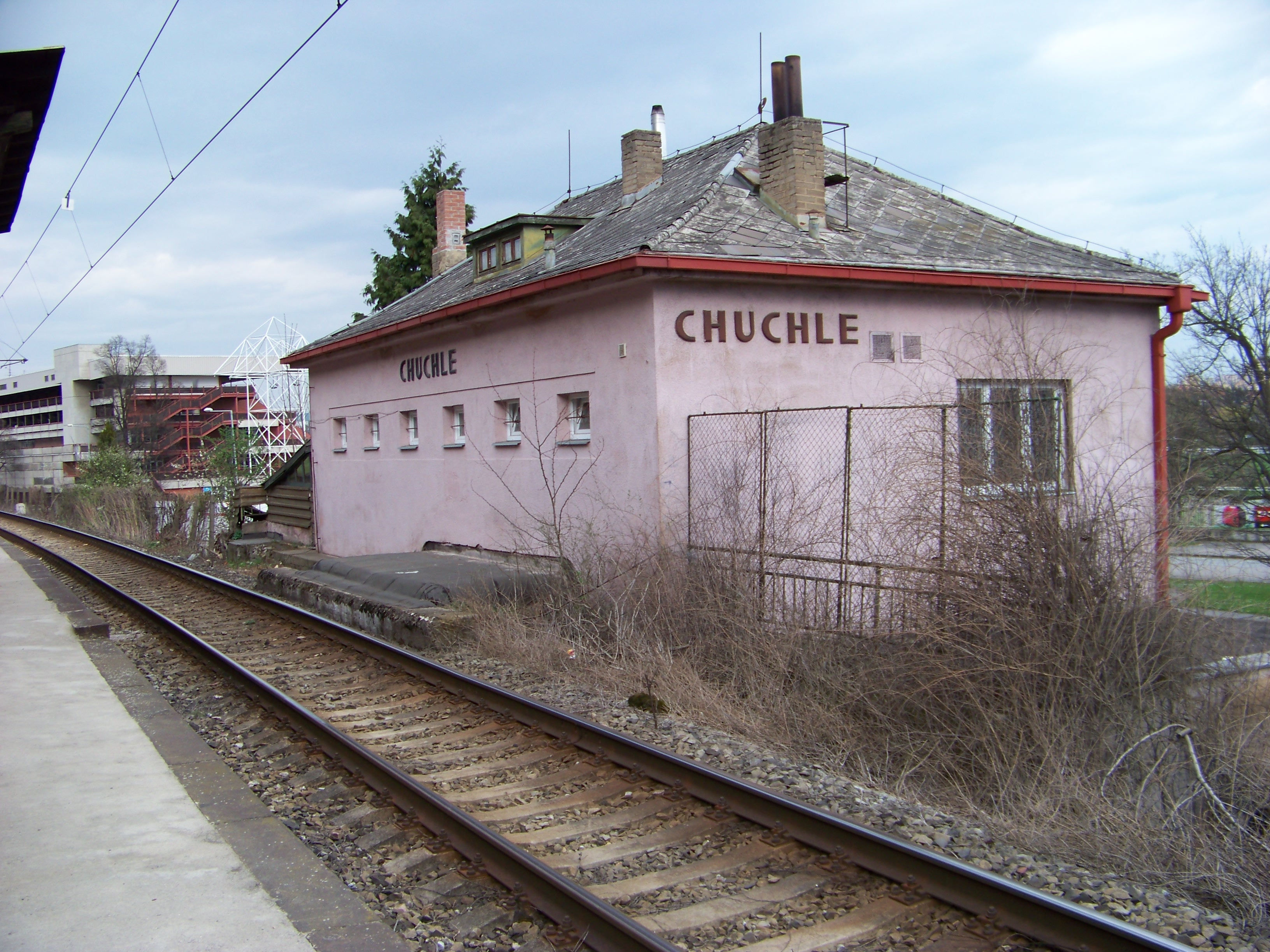
Původní nádražní budova z nástupiště
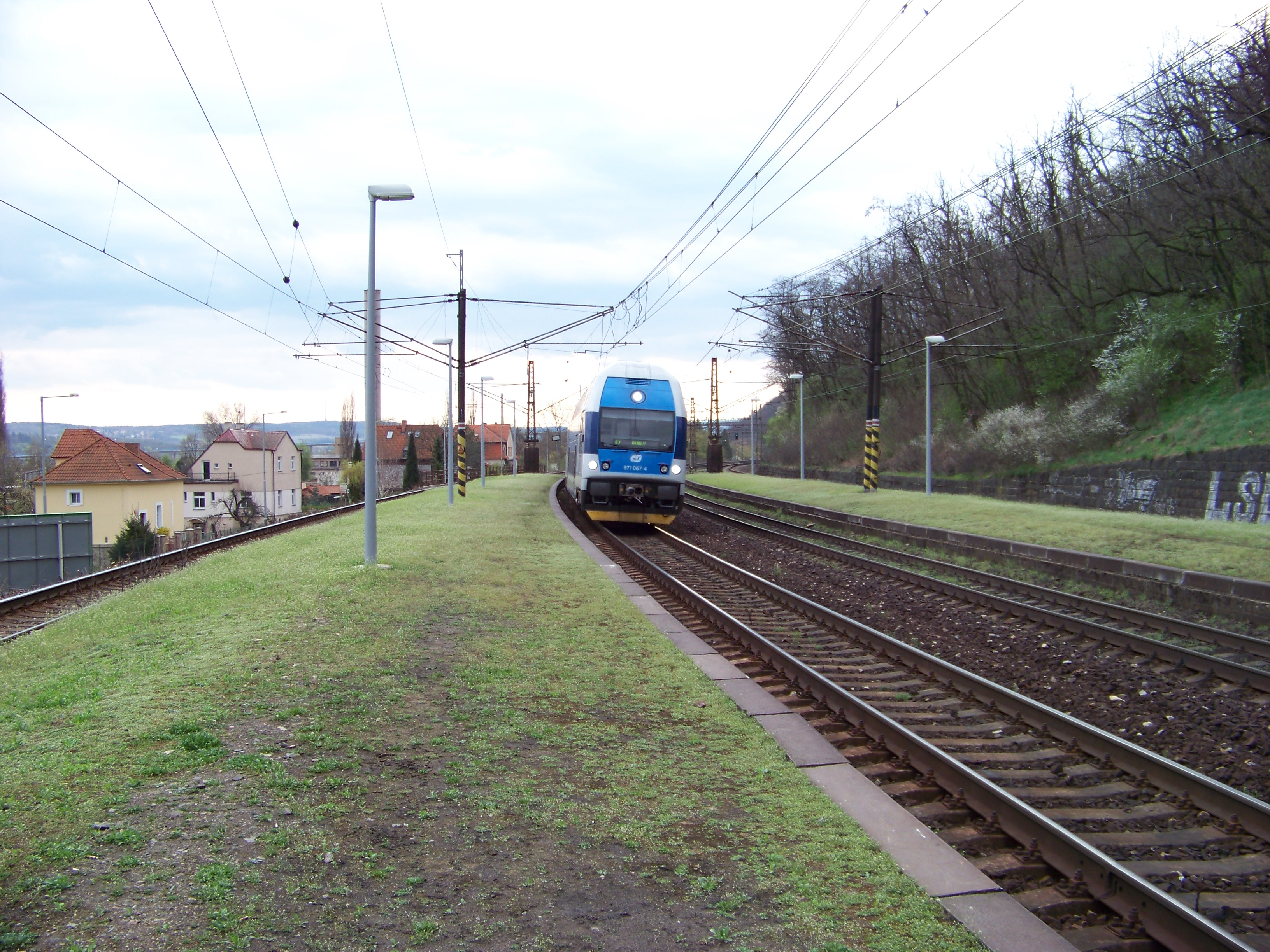
Původní nástupiště
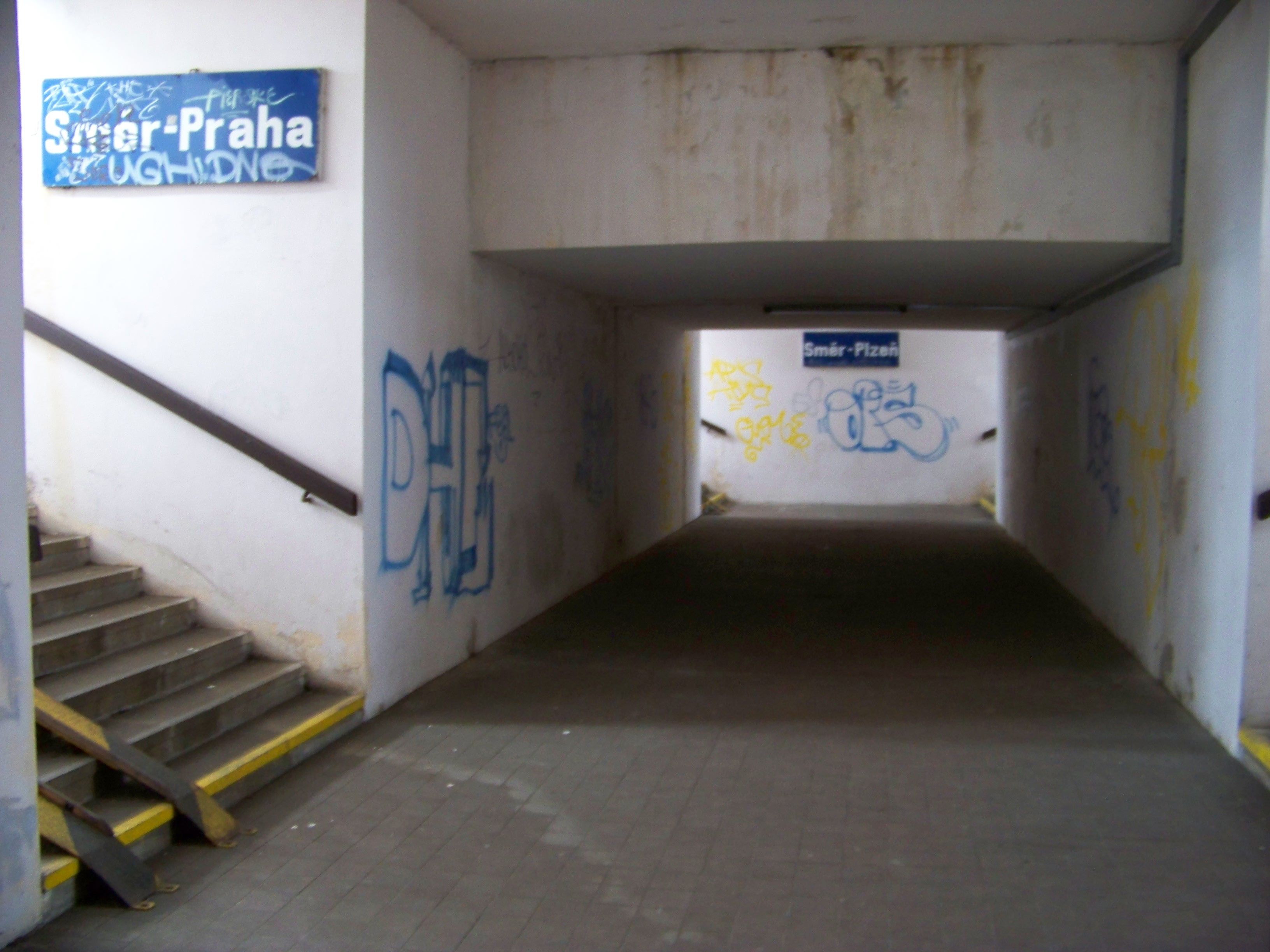
Původní podchod
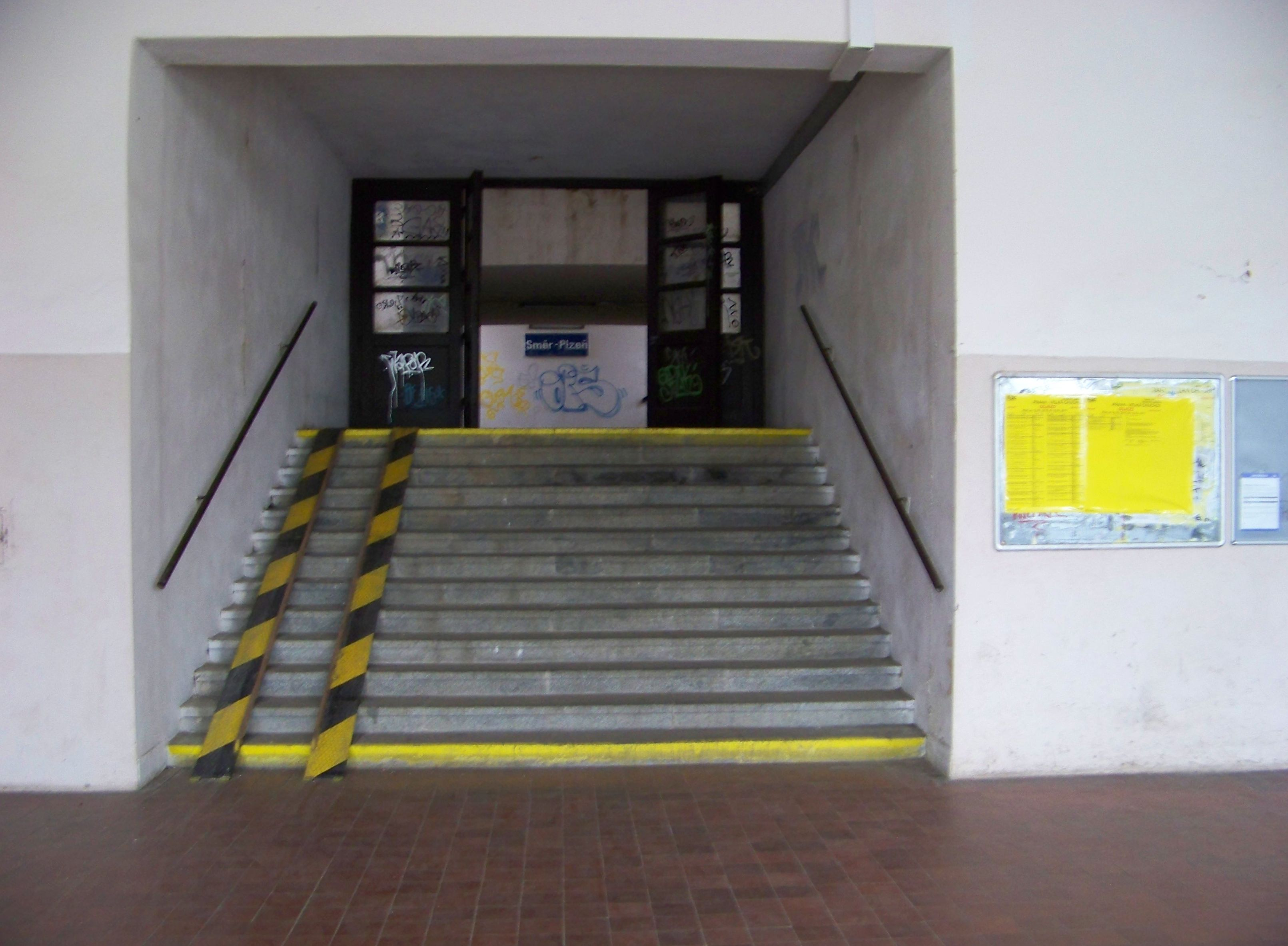
Původní podchod